# Ashkum
Ashkum – wieś w hrabstwie Iroquois, Illinois, Stany Zjednoczone. Według spisu z 2000 wioskę zamieszkują 724 osoby. W 2023 liczba mieszkańców spadła do 721 osób, a gęstość zaludnienia poniżej 344 osób/km².

## Geografia
Według spisu wieś zajmuje powierzchnię 2,1 km², całość stanowią lądy.

## Demografia
Według spisu z 2000 wieś zamieszkują 724 osoby skupione w 302 gospodarstwach domowych, tworzących 215 rodzin. Gęstość zaludnienia wynosi 340,9 osoby/km. Wieś zamieszkuje 98,90% ludności białych, 0,69% to ludność innej rasy - Hiszpanie lub Latynosi.
We wsi są 302 gospodarstwa domowe, w których 30,5% stanowią dzieci poniżej 18 roku życia żyjących z rodzicami, 54% stanowią małżeństwa, 10,3% stanowią kobiety nie posiadające męża oraz 28,5% stanowią osoby samotne. 24,8% wszystkich gospodarstw domowych składa się z jednej osoby oraz 14,9% żyjących samotnie ma powyżej 65 roku życia. Średnia wielkość gospodarstwa domowego wynosi 2,40 osoby, natomiast rodziny 2,88 osoby.
Przedział wiekowy kształtuje się następująco: 24,7% stanowią osoby poniżej 18 roku życia, 8,7% stanowią osoby pomiędzy 18 a 24 rokiem życia, 24,7% stanowią osoby pomiędzy 25 a 44 rokiem życia, 23,6% stanowią osoby pomiędzy 45 a 64 rokiem życia oraz 18,2% stanowią osoby powyżej 65 roku życia. Średni wiek wynosi 39 lat. Na każde 100 kobiet przypada 97,3 mężczyzn. Na każde 100 kobiet powyżej 18 roku życia przypada 97,5 mężczyzn.
Średni dochód dla gospodarstwa domowego wynosi 40 313 dolarów, a dla rodziny wynosi 52 857 dolarów. Dochody mężczyzn wynoszą średnio 32 321 dolarów, a kobiet 23 625 dolarów. Średni dochód na osobę w mieście wynosi 20 806 dolarów. Około 3,5% rodzin i 3,8% populacji miasta żyje poniżej minimum socjalnego, z czego 4,4% jest poniżej 18 roku życia i 1,5% powyżej 65 roku życia.